# Eugeniusz Ornoch
Eugeniusz Ornoch (ur. 15 stycznia 1941 w Kuzawce, zm. 12 sierpnia 2004 w Gdańsku) – polski lekkoatleta i trener lekkoatletyczny.

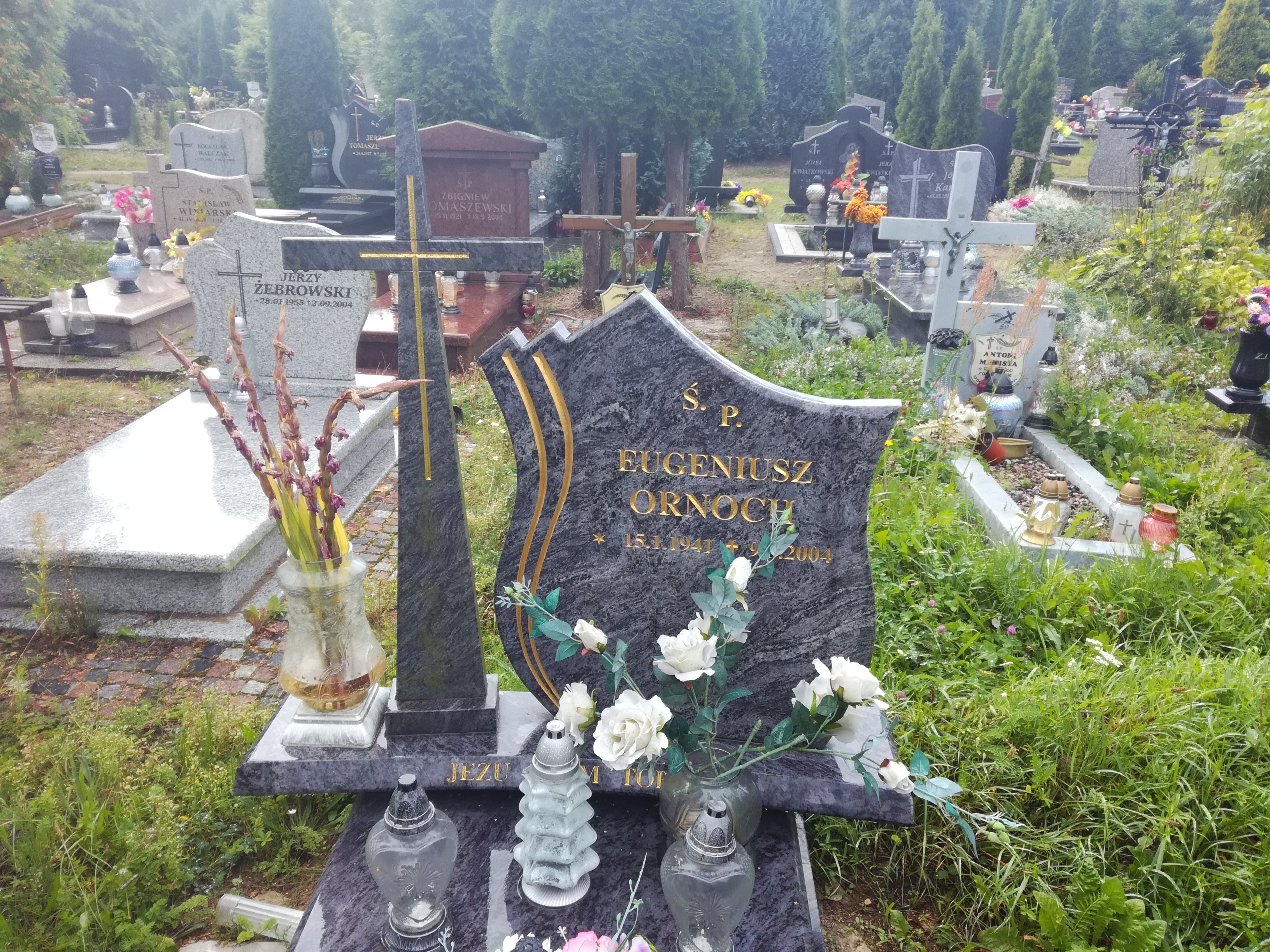
Grób Eugeniusza Ornocha na Cmentarzu Łostowickim w Gdańsku

Był specjalistą chodu sportowego. jako zawodnik startował w Lechii Gdańsk (1959) i Flocie Gdynia (1960–1971). Był dwukrotnym wicemistrzem Polski w chodzie na 20 kilometrów (1961 i 1966), a siedem razy zdobywał brązowy medal na tym samym dystansie (1960, 1962–1965, 1968 i 1970).
Startował w mistrzostwach Europy w 1966 w Budapeszcie, gdzie zajął 21. miejsce w chodzie na 50 kilometrów ustanawiając rekord życiowy (4:56:13,4), a chodu na 20 kilometrów nie ukończył.
Po zakończeniu kariery zawodniczej został trenerem. Pracował we Flocie Gdynia. Przez wiele lat (1971–1989) był trenerem kadry narodowej chodziarzy.
Został pochowany na Cmentarzu Łostowickim w Gdańsku.
Znanymi chodziarzami byli jego młodszy brat Jan oraz syn Mariusz.